# Villaseco del Pan
Villaseco del Pan é um município da Espanha na província de Zamora, comunidade autónoma de Castela e Leão, de área 34,68 km² com população de 276 habitantes (2004) e densidade populacional de 7,96 hab/km².

## Demografia
| Variação demográfica do município entre 1991 e 2004 | Variação demográfica do município entre 1991 e 2004 | Variação demográfica do município entre 1991 e 2004 | Variação demográfica do município entre 1991 e 2004 |
| --------------------------------------------------- | --------------------------------------------------- | --------------------------------------------------- | --------------------------------------------------- |
| 1991                                                | 1996                                                | 2001                                                | 2004                                                |
| 390                                                 | 351                                                 | 294                                                 | 276                                                 |

## Links
- Website da Villaseco del Pan